# Данијела Гавриловић
Данијела Гавриловић, (рођена 1967. у Нишу) је српска социолошкиња и редовна професорка на Департману за социологију Филозофског факултета Универзитета у Нишу. Области њеног рада обухватају социологију религије, социологију морала, етничке групе и нације, као и савремене друштвене процесе. Поред бројних научних радова, ауторка је и коауторка монографија и активна учесница у међународним научним пројектима.

## Образовање и академска каријера
Дипломирала је на Филозофском факултету Универзитета у Нишу, студијски програм социологије 1990. године. Докторирала је 2008. године на истом факултету. За време своје наставно - научне каријере напредовала је до звања редовне професорке. 

## Наставни предмети
Предаје следеће курсеве:
- Етничке групе и нације
- Религија у савременом друштву
- Религије савременог света
- Религија и савремени друштвени процеси
- Социологија морала
- Социологија права
- Увод у светске религије
- Професионална етика социјалног рада
- Социологија религије

## Истраживачке активности и пројекти
Активна је у бројним међународним и националним истраживачким пројектима, укључујући:
- Sustainability of the Identity of Serbs and National Minorities in the Border Municipalities of Eastern and Southeastern Serbia (2011–2014)
- Tradition, Modernization and National Identities in Serbia and the Balkans in the Process of European Integration (2011–2014)
- Social and Cultural Capital in Serbia (2010–2011)

## Изабране публикације
- Morality and Religion in Contemporary Society (2008)
- Revitalization of Religion – Theoretical and Comparative Approaches (2009)
- Religionization of Public Space: Symbolic Struggles and Beyond — The Case of Ex‑Yugoslav Societies (Religions, 2018)
- A Comparative Analysis of Religiosity in Croatia and Serbia (Sociologija, 2023)
- Religiosity and Cultural Practices in Serbia (2024)